# Білозор Сергій Володимирович
Сергій Володимирович Білозор (* 15 липня 1979, Суми) — український футболіст, захисник, відомий насамперед виступами за одеський «Чорноморець» та донецький «Металург». Наразі захищає кольори ФК «Одеса».

## Кар'єра
Вихованець сумського футболу, займатися футболом розпочав у семирічному віці у ДЮСШ при місцевому стадіоні «Авангард». Професійні виступи розпочав у 17 років також у рідному місті — у складі команди «Агротехсервіс» (Суми), яка змагалася у другій лізі чемпіонату України. Того ж, 1996 року перейшов до першолігового футбольного клубу «Черкаси», у складі якого виступав до 2000 року.
На початку сезону 2000—2001 перейшов до київського ЦСКА, який 2001 року був перереєстрований під назвою «Арсенал». У складі столичного клубу дебютував в іграх вищої ліги національної першості 12 липня 2000 року у матчі проти алчевської «Сталі» (перемога 2:1). На початку 2003 році переїхав до Одеси, де продовжив професійну кар'єру у місцевому «Чорноморці». За 4,5 роки у клубі відіграв 115 матчів у чемпіонатах України, відзначився 4 забитими голами.
Влітку 2007 року перейшов до донецького «Металурга», у якому лише протягом перших двох сезонів досить регулярно потрапляв до основного складу. Згодом втратив місце в основі і по завершенні сезону 2009—2010 залишив табір донецького клубу. Під час міжсезоння перебував на перегляді в криворізькому «Кривбасі» та луцькій «Волині», однак жодному з цих клубів не підійшов.
У серпні 2010 року уклав контракт з представником української першої ліги овідіопольським «Дністром».